# Bauyržan Džolčijev
Bauyržan Renatuly Džolčijev (kazašsky Бауыржан Ренатұлы Жолшиев; * 8. května 1990, Frunze, Kyrgyzská SSR, SSSR) je kazašský fotbalový záložník a reprezentant, naposledy hráč klubu FC Astana.

## Reprezentační kariéra
Hrál za mládežnickou reprezentaci Kazachstánu do 21 let.
V A-mužstvu reprezentace Kazachstánu debutoval 1. 6. 2012 v přátelském zápase v Almaty proti týmu Kyrgyzstánu (výhra 5:2).